# سفر حزقيال
سفر حزقيال هو أحد أسفار العهد القديم.
وهو السفر الرابع من القسم الرابع المسمي ( الانبياء ) من الكتاب المقدس، وهذا الترتيب وفقاً للنسخة العربية من الكتاب المقدس الذي اعتمد في ترتيبه علي الاجزاء المترجمة من العبرية أولاً ثم التي تُرجمت من اليونانية
فنجد ترتيب السفر مختلفاً في النسخ التي اعتمدت الترتيب العبري .
وحزقيال هو اسم لأحد الأنبياء العبرانيين، الذي عاش في القدس وأبعد بواسطة نبوخذ نصر الثاني إلى بابل في بداية القرن السادس ق.م .

## أقسام السفر
يتضمن القسم الأول لوماً وتحذيراً لبني إسرائيل قبل الحصار الثاني لمدينة القدس (1 إلى 24). يعلن القسم الثاني إن غضب الله سيصيب الشعوب الذين ضللوا بني إسرائيل بعباداتهم (25 إلى 32). يحتوي كلاماً قاله حزقيال بعد سقوط اورشليم سنة 587 ق.م (فكان رسالة تعزيه لشعبه) (33 إلى 39). يصور القسم الرابع الهيكل الذي رأه النبي في رؤيا من الله (40 الي 48).
كتب السفر بين عامي 586 و 538 قبل الميلاد. يُعرف حزقيال في الإسلام باسم ذو الكفل.

## معرض صور

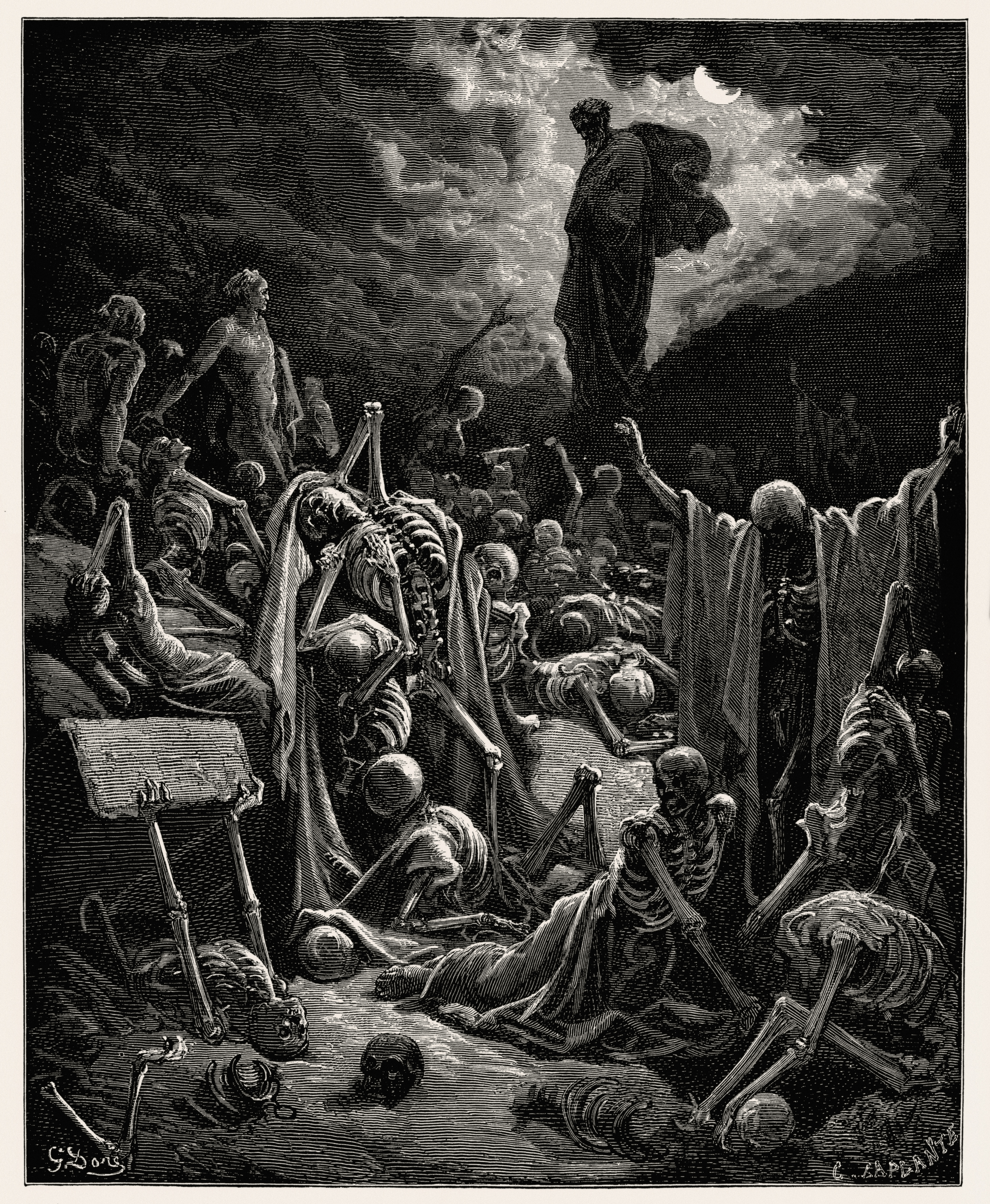
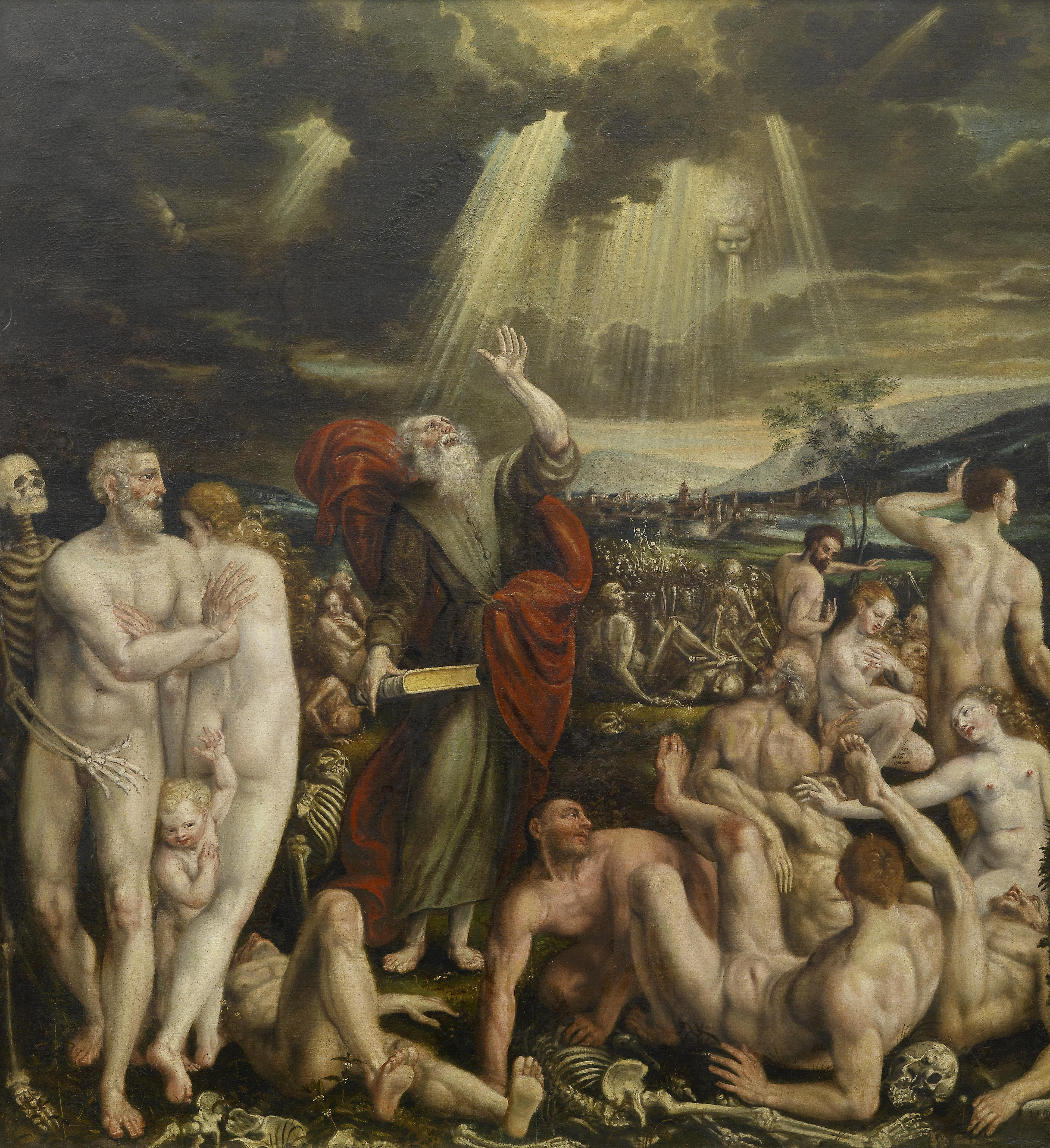
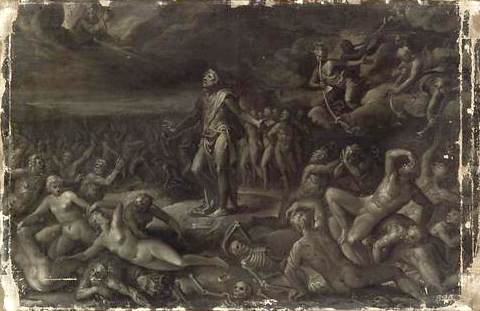